# Capitani reggenti dal 1901 al 2000

Emblema della Repubblica

Capitani reggenti della Repubblica di San Marino dal 1901 al 2000.
| Anno | Semestre | Capitani reggenti           | Capitani reggenti                   |
| ---- | -------- | --------------------------- | ----------------------------------- |
| 1901 | aprile   | Luigi Tonnini               | Marino Nicolini                     |
| 1901 | ottobre  | Antonio Belluzzi            | Pasquale Busignani                  |
| 1902 | aprile   | Onofrio Fattori             | Egidio Ceccoli                      |
| 1902 | ottobre  | Gemino Gozi                 | Giacomo Marcucci                    |
| 1903 | aprile   | Federico Gozi               | Nullo Balducci                      |
| 1903 | ottobre  | Marino Borbiconi            | Francesco Marcucci                  |
| 1904 | aprile   | Menetto Bonelli             | Vincenzo Mularoni                   |
| 1904 | ottobre  | Luigi Tonnini               | Gustavo Babboni                     |
| 1905 | aprile   | Antonio Belluzzi            | Pasquale Busignani                  |
| 1905 | ottobre  | Onofrio Fattori             | Piermatteo Carattoni                |
| 1906 | aprile   | Giovanni Belluzzi           | Pietro Francini                     |
| 1906 | ottobre  | Alfredo Reffi               | Giovanni Arzilli                    |
| 1907 | aprile   | Ciro Belluzzi               | Francesco Pasquali                  |
| 1907 | ottobre  | Giuseppe Angeli             | Francesco Valli                     |
| 1908 | aprile   | Menetto Bonelli             | Gustavo Babboni                     |
| 1908 | ottobre  | Olinto Amati                | Raffaele Michetti                   |
| 1909 | aprile   | Luigi Tonnini               | Domenico Suzzi Valli                |
| 1909 | ottobre  | Marino Borbiconi            | Giacomo Marcucci                    |
| 1910 | aprile   | Alfredo Reffi               | Giovanni Arzilli                    |
| 1910 | ottobre  | Giovanni Belluzzi           | Luigi Lonfernini                    |
| 1911 | aprile   | Moro Morri                  | Cesare Stacchini                    |
| 1911 | ottobre  | Onofrio Fattori             | Angelo Manzoni Borghesi             |
| 1912 | aprile   | Gustavo Babboni             | Francesco Pasquali                  |
| 1912 | ottobre  | Menetto Bonelli             | Vincenzo Marcucci                   |
| 1913 | aprile   | Giuseppe Angeli             | Ignazio Grazia                      |
| 1913 | ottobre  | Cirro Belluzzi              | Domenico Suzzi Valli                |
| 1914 | aprile   | Domenico Fattori            | Ferruccio Martelli                  |
| 1914 | ottobre  | Olinto Amati                | Cesare Stacchini                    |
| 1915 | aprile   | Moro Morri                  | Antonio Burgagni                    |
| 1915 | ottobre  | Alfredo Reffi               | Luigi Lonfernini                    |
| 1916 | aprile   | Onofrio Fattori             | Ciro Francini                       |
| 1916 | ottobre  | Gustavo Babboni             | Giovanni Arzilli                    |
| 1917 | aprile   | Egisto Morri                | Vincenzo Marcucci                   |
| 1917 | ottobre  | Angelo Manzoni Borghesi     | Giuseppe Balducci                   |
| 1918 | aprile   | Ferruccio Martelli          | Ermenegildo Mularoni                |
| 1918 | ottobre  | Protogene Belloni           | Francesco Morri                     |
| 1919 | aprile   | Domenico Vicini             | Pietro Suzzi Valli                  |
| 1919 | ottobre  | Moro Morri                  | Francesco Pasquali                  |
| 1920 | aprile   | Marino Rossi                | Ciro Francini                       |
| 1920 | ottobre  | Carlo Balsimelli            | Simone Michelotti                   |
| 1921 | aprile   | Marino Della Balda          | Vincenzo Francini                   |
| 1921 | ottobre  | Egisto Morri                | Giuseppe Lanci                      |
| 1922 | aprile   | Eugenio Reffi               | Giuseppe Arzilli                    |
| 1922 | ottobre  | Onofrio Fattori             | Giuseppe Balducci                   |
| 1923 | aprile   | Giuliano Gozi               | Filippo Mularoni                    |
| 1923 | ottobre  | Marino Borbiconi            | Mario Michetti                      |
| 1924 | aprile   | Angelo Manzoni Borghesi     | Francesco Mularoni                  |
| 1924 | ottobre  | Francesco Morri             | Girolamo Gozi                       |
| 1925 | aprile   | Marino Fattori              | Augusto Mularoni                    |
| 1925 | ottobre  | Valerio Pasquali            | Marco Marcucci                      |
| 1926 | aprile   | Manlio Gozi                 | Giuseppe Mularoni                   |
| 1926 | ottobre  | Giuliano Gozi               | Ruggero Morri                       |
| 1927 | aprile   | Gino Gozi                   | Marino Morri                        |
| 1927 | ottobre  | Marino Rossi                | Nelson Burgagni                     |
| 1928 | aprile   | Domenico Suzzi Valli        | Francesco Pasquali                  |
| 1928 | ottobre  | Francesco Morri             | Melchiorre Filippi                  |
| 1929 | aprile   | Girolamo Gozi               | Filippo Mularoni                    |
| 1929 | ottobre  | Ezio Balducci               | Aldo Busignani                      |
| 1930 | aprile   | Manlio Gozi                 | Marino Lonfernini (fino al 10 set.) |
| 1930 | aprile   | Manlio Gozi                 | Turiddu Foschi (dal 16 set.)        |
| 1930 | ottobre  | Valerio Pasquali            | Gino Ceccoli                        |
| 1931 | aprile   | Angelo Manzoni Borghesi     | Francesco Mularoni                  |
| 1931 | ottobre  | Domenico Suzzi Valli        | Marino Morri                        |
| 1932 | aprile   | Giuliano Gozi               | Pompeo Righi                        |
| 1932 | ottobre  | Gino Gozi                   | Ruggero Morri                       |
| 1933 | aprile   | Francesco Morri             | Settimio Belluzzi                   |
| 1933 | ottobre  | Carlo Balsimelli            | Melchiorre Filippi                  |
| 1934 | aprile   | Marino Rossi                | Giovanni Lonfernini (I)             |
| 1934 | ottobre  | Angelo Manzoni Borghesi     | Marino Michelotti                   |
| 1935 | aprile   | Federico Gozi               | Salvatore Foschi                    |
| 1935 | ottobre  | Pompeo Righi                | Marino Morri                        |
| 1936 | aprile   | Gino Gozi                   | Ruggero Morri                       |
| 1936 | ottobre  | Francesco Morri             | Gino Ceccoli                        |
| 1937 | aprile   | Giuliano Gozi               | Settimio Belluzzi                   |
| 1937 | ottobre  | Marino Rossi                | Giovanni Lonfernini (I)             |
| 1938 | aprile   | Manlio Gozi                 | Luigi Mularoni                      |
| 1938 | ottobre  | Carlo Balsimelli            | Celio Gozi                          |
| 1939 | aprile   | Pompeo Righi                | Marino Morri                        |
| 1939 | ottobre  | Marino Michelotti           | Orlando Reffi                       |
| 1940 | aprile   | Angelo Manzoni Borghesi     | Filippo Mularoni                    |
| 1940 | ottobre  | Federico Gozi               | Salvatore Foschi                    |
| 1941 | aprile   | Gino Gozi                   | Secondo Menicucci                   |
| 1941 | ottobre  | Giuliano Gozi               | Giovanni Lonfernini (I)             |
| 1942 | aprile   | Settimio Belluzzi           | Celio Gozi                          |
| 1942 | ottobre  | Carlo Balsimelli            | Renato Martelli                     |
| 1943 | aprile   | Marino Michelotti           | Bartolomeo Manzoni Borghesi         |
| 1943 | ottobre  | Marino Della Balda          | Sante Lonfernini                    |
| 1944 | aprile   | Francesco Balsimelli        | Sanzio Valentini                    |
| 1944 | ottobre  | Teodoro Lonfernini          | Leonida Suzzi Valli                 |
| 1945 | aprile   | Alvaro Casali               | Vittorio Valentini                  |
| 1945 | ottobre  | Ferruccio Martelli          | Secondo Fiorini                     |
| 1946 | aprile   | Giuseppe Forcellini         | Vincenzo Pedini                     |
| 1946 | ottobre  | Filippo Martelli            | Luigi Montironi                     |
| 1947 | aprile   | Marino Della Balda          | Luigi Zafferani                     |
| 1947 | ottobre  | Domenico Forcellini         | Mariano Ceccoli                     |
| 1948 | aprile   | Arnaldo Para                | Giuseppe Renzi                      |
| 1948 | ottobre  | Giordano Giacomini          | Domenico Tomassoni                  |
| 1949 | aprile   | Ferruccio Martelli          | Primo Bugli                         |
| 1949 | ottobre  | Vincenzo Pedini             | Agostino Biordi                     |
| 1950 | aprile   | Giuseppe Forcellini         | Primo Taddei                        |
| 1950 | ottobre  | Marino Della Balda          | Luigi Montironi                     |
| 1951 | aprile   | Alvaro Casali               | Romolo Giacomini                    |
| 1951 | ottobre  | Domenico Forcellini         | Giovanni Terenzi                    |
| 1952 | aprile   | Domenico Morganti           | Mariano Ceccoli                     |
| 1952 | ottobre  | Arnaldo Para                | Eugenio Bernardini                  |
| 1953 | aprile   | Vincenzo Pedini             | Alberto Reffi                       |
| 1953 | ottobre  | Giordano Giacomini          | Giuseppe Renzi                      |
| 1954 | aprile   | Giuseppe Forcellini         | Secondo Fiorini                     |
| 1954 | ottobre  | Agostino Giacomini          | Luigi Montironi                     |
| 1955 | aprile   | Domenico Forcellini         | Vittorio Meloni                     |
| 1955 | ottobre  | Primo Bugli                 | Giuseppe Maiani                     |
| 1956 | aprile   | Mario Nanni                 | Enrico Andreoli                     |
| 1956 | ottobre  | Mariano Ceccoli             | Eugenio Bernardini                  |
| 1957 | aprile   | Giordano Giacomini          | Primo Marani                        |
| 1957 | ottobre  | Marino Valdes Franciosi     | Federico Micheloni                  |
| 1958 | aprile   | Zaccaria Giovanni Savoretti | Stelio Montironi                    |
| 1958 | ottobre  | Domenico Forcellini         | Pietro Reffi                        |
| 1959 | aprile   | Marino Benedetto Belluzzi   | Agostino Biordi                     |
| 1959 | ottobre  | Giuseppe Forcellini         | Ferruccio Piva                      |
| 1960 | aprile   | Alvaro Casali               | Gino Vannucci                       |
| 1960 | ottobre  | Eugenio Reffi               | Pietro Giancecchi                   |
| 1961 | aprile   | Federico Micheloni          | Giancarlo Ghironzi                  |
| 1961 | ottobre  | Giovanni Vito Marcucci      | Pio Galassi                         |
| 1962 | aprile   | Domenico Forcellini         | Francesco Valli                     |
| 1962 | ottobre  | Antonio Maria Morganti      | Agostino Biordi                     |
| 1963 | aprile   | Leonida Suzzi Valli         | Stelio Montironi                    |
| 1963 | ottobre  | Giovan Luigi Franciosi      | Domenico Bollini                    |
| 1964 | aprile   | Marino Benedetto Belluzzi   | Eusebio Reffi                       |
| 1964 | ottobre  | Giuseppe Micheloni          | Pier Marino Mularoni                |
| 1965 | aprile   | Ferruccio Piva              | Federico Carattoni                  |
| 1965 | ottobre  | Alvaro Casali               | Pietro Reffi                        |
| 1966 | aprile   | Francesco Valli             | Emilio Della Balda                  |
| 1966 | ottobre  | Giovanni Vito Marcucci      | Francesco Maria Francini            |
| 1967 | aprile   | Vittorio Rossini            | Alberto Lonfernini                  |
| 1967 | ottobre  | Domenico Forcellini         | Romano Michelotti                   |
| 1968 | aprile   | Marino Benedetto Belluzzi   | Dante Rossi                         |
| 1968 | ottobre  | Pietro Giancecchi           | Aldo Zavoli                         |
| 1969 | aprile   | Ferruccio Piva              | Stelio Montironi                    |
| 1969 | ottobre  | Alvaro Casali               | Giancarlo Ghironzi                  |
| 1970 | aprile   | Francesco Valli             | Eusebio Reffi                       |
| 1970 | ottobre  | Simone Rossini              | Giuseppe Lonfernini                 |
| 1971 | aprile   | Luigi Lonfernini            | Attilio Montanari                   |
| 1971 | ottobre  | Federico Carattoni          | Marino Vagnetti                     |
| 1972 | aprile   | Marino Benedetto Belluzzi   | Giuseppe Micheloni                  |
| 1972 | ottobre  | Rosolino Martelli           | Bruno Casali                        |
| 1973 | aprile   | Francesco Maria Francini    | Primo Bugli                         |
| 1973 | ottobre  | Antonio Lazzaro Volpinari   | Giovan Luigi Franciosi              |
| 1974 | aprile   | Ferruccio Piva              | Giordano Bruno Reffi                |
| 1974 | ottobre  | Francesco Valli             | Enrico Andreoli                     |
| 1975 | aprile   | Alberto Cecchetti           | Michele Righi                       |
| 1975 | ottobre  | Giovanni Vito Marcucci      | Giuseppe Della Balda                |
| 1976 | aprile   | Clelio Galassi              | Marino Venturini                    |
| 1976 | ottobre  | Primo Bugli                 | Virgilio Cardelli                   |
| 1977 | aprile   | Alberto Lonfernini          | Antonio Lazzaro Volpinari           |
| 1977 | ottobre  | Giordano Bruno Reffi        | Tito Masi                           |
| 1978 | aprile   | Francesco Valli             | Enrico Andreoli                     |
| 1978 | ottobre  | Ermenegildo Gasperoni       | Adriano Reffi                       |
| 1979 | aprile   | Marino Bollini              | Lino Celli                          |
| 1979 | ottobre  | Giuseppe Amici              | Germano De Biagi                    |
| 1980 | aprile   | Pietro Chiaruzzi            | Primo Marani                        |
| 1980 | ottobre  | Giancarlo Berardi           | Rossano Zafferani                   |
| 1981 | aprile   | Gastone Pasolini            | Maria Lea Pedini Angelini           |
| 1981 | ottobre  | Mario Rossi                 | Ubaldo Biordi                       |
| 1982 | aprile   | Giuseppe Maiani             | Marino Venturini                    |
| 1982 | ottobre  | Libero Barulli              | Maurizio Gobbi                      |
| 1983 | aprile   | Adriano Reffi               | Massimo Roberto Rossini             |
| 1983 | ottobre  | Renzo Renzi                 | Germano De Biagi                    |
| 1984 | aprile   | Gloriana Ranocchini         | Giorgio Crescentini                 |
| 1984 | ottobre  | Marino Bollini              | Giuseppe Amici                      |
| 1985 | aprile   | Enzo Colombini              | Severiano Tura                      |
| 1985 | ottobre  | Pier Paolo Gasperoni        | Ubaldo Biordi                       |
| 1986 | aprile   | Marino Venturini            | Ariosto Maiani                      |
| 1986 | ottobre  | Giuseppe Arzilli            | Maurizio Tomassoni                  |
| 1987 | aprile   | Renzo Renzi                 | Carlo Franciosi                     |
| 1987 | ottobre  | Gianfranco Terenzi          | Rossano Zafferani                   |
| 1988 | aprile   | Umberto Barulli             | Rosolino Martelli                   |
| 1988 | ottobre  | Luciano Cardelli            | Reves Salvatori                     |
| 1989 | aprile   | Mauro Fiorini               | Marino Vagnetti                     |
| 1989 | ottobre  | Gloriana Ranocchini         | Leo Achilli                         |
| 1990 | aprile   | Adalmiro Bartolini          | Ottaviano Rossi                     |
| 1990 | ottobre  | Cesare Antonio Gasperoni    | Roberto Bucci                       |
| 1991 | aprile   | Domenico Bernardini         | Claudio Podeschi                    |
| 1991 | ottobre  | Edda Ceccoli                | Marino Riccardi                     |
| 1992 | aprile   | Germano De Biagi            | Ernesto Benedettini                 |
| 1992 | ottobre  | Romeo Morri                 | Marino Zanotti                      |
| 1993 | aprile   | Patricia Busignani          | Salvatore Tonelli                   |
| 1993 | ottobre  | Gian Luigi Berti            | Paride Andreoli                     |
| 1994 | aprile   | Alberto Cecchetti           | Fausto Mularoni                     |
| 1994 | ottobre  | Renzo Ghiotti               | Luciano Ciavatta                    |
| 1995 | aprile   | Marino Bollini              | Settimio Lonfernini                 |
| 1995 | ottobre  | Pier Natalino Mularoni      | Marino Venturini                    |
| 1996 | aprile   | Pier Paolo Gasperoni        | Pietro Bugli                        |
| 1996 | ottobre  | Maurizio Rattini            | Gian Carlo Venturini                |
| 1997 | aprile   | Paride Andreoli             | Pier Marino Mularoni                |
| 1997 | ottobre  | Luigi Mazza                 | Marino Zanotti                      |
| 1998 | aprile   | Alberto Cecchetti           | Loris Francini                      |
| 1998 | ottobre  | Pietro Berti                | Paolo Bollini                       |
| 1999 | aprile   | Antonello Bacciocchi        | Rosa Zafferani                      |
| 1999 | ottobre  | Marino Bollini              | Giuseppe Arzilli                    |
| 2000 | aprile   | Maria Domenica Michelotti   | Gian Marco Marcucci                 |
| 2000 | ottobre  | Gianfranco Terenzi          | Enzo Colombini                      |